# جيف جوردن (رجل أعمال)
جيف جوردن (بالإنجليزية: Jeff Jordan)‏ هو شخصية أعمال أمريكي، ولد في 1956.